# Astragalus ajubensis
Astragalus ajubensis är en ärtväxtart som beskrevs av Aleksandr Andrejevitj Bunge. Astragalus ajubensis ingår i släktet vedlar, och familjen ärtväxter. Inga underarter finns listade i Catalogue of Life.